# Phyllomacromia hervei
Phyllomacromia hervei là loài chuồn chuồn trong họ Macromiidae. Loài này được Legrand mô tả khoa học đầu tiên năm 1980.